# Опора России
Общероссийская обще́ственная организа́ция ма́лого и сре́днего предпринима́тельства «Опора России» — российское общественное объединение, включающее около 450 тысяч предпринимателей, которые создают более 5 миллионов рабочих мест, объединяющее более 100 отраслевых союзов, ассоциаций и гильдий. Отделения организации действуют в 85 регионах РФ, также создано 20 представителей в 26 странах мира.
Общественная организация «Опора России» учреждена 18 сентября 2002 года, зарегистрирована Министерством юстиции РФ 10 ноября 2002 г. Учредителем выступило Объединение предпринимательских организаций России (НП «ОПОРа», ныне — Ассоциация «НП ОПОРА»), созданное годом ранее.
В год 15-летия «Опоры России» в 2017 году Президент России Владимир Путин отметил, что за прошедшее время организация «активной работой заслужила высокий общественный авторитет».

## Цели
- Содействие консолидации предпринимателей и иных граждан для участия в формировании благоприятных политических, экономических, правовых и иных условий развития предпринимательской деятельности в Российской Федерации, обеспечивающих эффективное развитие экономики.
- Защита прав и интересов малого и среднего бизнеса на всех уровнях власти.

## Основные задачи
«Опора России» выступает за сокращение избыточных административных барьеров, упорядочение проверок государственными контролирующими органами, выход предпринимательского сообщества и представителей органов власти всех уровней и ветвей «из тени», снижение налогового бремени, упрощение процедур отчетности.
Решение основных задач осуществляется организацией через реализацию конкретных проектов. Например, исследование предпринимательского климата в России, разработка щадящего налогового режима для малого бизнеса.

## Достижения
Социальные платежи для индивидуальных предпринимателей, в частности, всеобщее повышение страховых взносов в 2013 году, были существенно дифференцированы после организованного «Опорой России» сбора подписей, впоследствии направленных Президенту России Владимиру Путину.
По многочисленным обращениям президента Организации А. С. Калинина Президентом Российской Федерации был создан Совет по стратегическому развитию и национальным проектам.
По инициативе организации вопросы малого и среднего предпринимательства находятся в фокусе внимания Президента РФ и регулярно рассматриваются Государственным Советом Российской Федерации: заседание Государственного совета по вопросам развития МСП проводились в 2015 году, совместное заседание президиума и консультативной комиссии Государственного совета о мерах по повышению инвестиционной привлекательности регионов в 2016 году, заседание Госсовета по вопросам повышения инвестиционной привлекательности регионов в 2017 году, заседание Госсовета по вопросу развития конкуренции в 2018 году.
В марте 2025 года «Опора России» выступила организатором всероссийского форума для социальных предпринимателей «Бизнес сердцем».

## Руководство и структура
- Александр Сергеевич Калинин — президент общероссийской общественной организации малого и среднего предпринимательства «Опора России».
- Сергей Ренатович Борисов — почётный президент, председатель Попечительского совета общероссийской общественной организации малого и среднего предпринимательства «Опора России».
  - Марина Анатольевна Блудян — первый вице-президент
  - Азат Халилович Газизов — первый вице-президент
  - Аркадий Лазаревич Гершман — первый вице-президент
  - Эдуард Закирович Омаров — первый вице-президент
  - Павел Абрамович Сигал — первый вице-президент
  - Кирилл Владимирович Всеволожский — председатель Центральной контрольно-ревизионной комиссии
    - Комитет по строительству. Председатель комитета, член Президиума Котровский Дмитрий Михайлович[14]
    - Кирилл Чепов — Председатель комитета по промышленной безопасности